# Autonomiczna Grupa Syberyjskich Eserowców
Autonomiczna Grupa Syberyjskich Eserowców – grupa eserowców okresu wojny domowej w Rosji, która jesienią 1920 opowiedziała się za współpracą z Armią Czerwoną.

## Literatura
- Geoffrey Swain, Wojna domowa w Rosji, Warszawa 2000.